# Anne Manning
Anne Manning, född 13 november 1959, är en friidrottare från Australien. Hon deltog vid olympiska sommarspelen 1996.